# Krasnozorensky (huyện)
Huyện Krasnozorensky (tiếng Nga: ? райо́н) là một huyện hành chính tự quản (raion), của Tỉnh Orel, Nga. Huyện có diện tích 646 kilômét vuông, dân số thời điểm ngày 1 tháng 1 năm 2000 là 8900 người. Trung tâm của huyện đóng ở Krasnaya Zarya.